# Comuna Palanca, Bacău
Palanca este o comună în județul Bacău, Moldova, România, formată din satele Cădărești, Ciugheș, Pajiștea, Palanca (reședința) și Popoiu.

## Așezare
Comuna se află în nord-vestul județului, la limita cu Județul Harghita, pe valea Trotușului. Este străbătută de șoseaua națională DN12A, care leagă Oneștiul de Miercurea Ciuc, dar și de calea ferată Adjud–Comănești–Siculeni, pe care este deservită de halta Palanca.

## Demografie
Componența etnică a comunei Palanca
     Români (94,29%)
     Alte etnii (0,69%)
     Necunoscută (5,02%)
Componența confesională a comunei Palanca
     Ortodocși (59,09%)
     Romano-catolici (34,85%)
     Alte religii (0,78%)
     Necunoscută (5,29%)
Conform recensământului efectuat în 2021, populația comunei Palanca se ridică la 3.065 de locuitori, în scădere față de recensământul anterior din 2011, când fuseseră înregistrați 3.319 locuitori. Majoritatea locuitorilor sunt români (94,29%), iar pentru 5,02% nu se cunoaște apartenența etnică. Din punct de vedere confesional, majoritatea locuitorilor sunt ortodocși (59,09%), cu o minoritate de romano-catolici (34,85%), iar pentru 5,29% nu se cunoaște apartenența confesională.

## Politică și administrație
Comuna Palanca este administrată de un primar și un consiliu local compus din 13 consilieri. Primarul, Adrian Paliștan[*], de la Partidul Social Democrat, este în funcție din 2004. Începând cu alegerile locale din 2024, consiliul local are următoarea componență pe partide politice:
|  | Partid                          | Consilieri | Componența Consiliului | Componența Consiliului | Componența Consiliului | Componența Consiliului | Componența Consiliului | Componența Consiliului | Componența Consiliului |
|  | ------------------------------- | ---------- | ---------------------- | ---------------------- | ---------------------- | ---------------------- | ---------------------- | ---------------------- | ---------------------- |
|  | Partidul Social Democrat        | 7          |                        |                        |                        |                        |                        |                        |                        |
|  | Partidul Național Liberal       | 3          |                        |                        |                        |                        |                        |                        |                        |
|  | Alianța pentru Unirea Românilor | 3          |                        |                        |                        |                        |                        |                        |                        |

## Istorie
Prin decretul nr. 394 din 31 martie 1864 s-a stabilit noua împărțire administrativă a țării prin care ia ființă comuna Brusturoasa, alcătuită din satele Popoiu, Ciugheș, Palanca, Cuchiniș, Brusturoasa (reședință), Camenca, Buruieniș, Surdu, Cotumba, Simbrea, Agăs, Sulța, Prelugi, Beleghet și Goioasa.
La sfârșitul secolului al XIX-lea, satele actualei comune Palanca făceau parte din comuna Brusturoasa din plasa Muntelui a județului Bacău. Comuna Palanca a apărut în 1931, când satele Ciugheș, Palanca și Popoiu s-au separat de comuna Brusturoasa.
În 1950, comuna a fost transferată raionului Moinești din regiunea Bacău. În 1968, ea a revenit la județul Bacău, care fusese reînființat.

## Monumente istorice
În comuna Palanca se află mormântul sublocotenentului erou Emil Rebreanu, monument memorial sau funerar de interes național, amenajat în 1921. În rest, în comună mai există un singur alt obiectiv inclus în lista monumentelor istorice din județul Bacău ca monument de interes local, fiind clasificat ca monument de arhitectură: ansamblul de instalații tehnice de la începutul secolului al XX-lea, aflat în satul Ciugheș, ansamblu ce cuprinde o moară și un fierăstrău hidraulic.